# Rio Duşa Mică
O Rio Duşa Mică é um rio da Romênia, afluente do Sadu, localizado no distrito de Sibiu.